# ویکتور پونتا
ویکتور پونتا (انگلیسی: Victor-Viorel Ponta؛ زادهٔ ۲۰ سپتامبر ۱۹۷۲) یک سیاست‌مدار و حقوقدان اهل رومانی است که از می ۲۰۱۲ تا ژوئن ۲۰۱۵ نخست‌وزیر این کشور بود.